# Sokolovo, Loveci
Sokolovo (în bulgară Соколово) este un sat în comuna Loveci, regiunea Loveci,  Bulgaria. 

## Demografie
Componența etnică a satului Sokolovo
     Turci (4,95%)
     Bulgari (93,38%)
     Nicio identificare (1,65%)
     Altele (0%)
La recensământul din 2011, populația satului Sokolovo era de 121 locuitori. Din punct de vedere etnic, majoritatea locuitorilor (93,38%) erau bulgari, cu o minoritate de turci (4,95%). Pentru 1,65% din locuitori nu este cunoscută apartenența etnică.